# Taça CERS de 1981–82
A Taça CERS de 1981-82 foi a 2.ª edição desta competição.
Os espanhóis do Liceo da Coruña foram os vencedores da competição, derrotando os italianos do HC Monza na final.

## Equipas participantes
| Equipas       | Equipas                | Equipas        | Equipas         |
| ------------- | ---------------------- | -------------- | --------------- |
| GD Sesimbra   | AD Valongo             | Belenenses     | Liceo da Coruña |
| Reus Deportiu | Reggiana HC            | HC Monza       | ASTA Nantes     |
| HCF Tourcoing | TGS 1900 Ober-Ramstadt | SC Thunerstern | EHRC Marathon   |

## Jogos

### 1.ª Eliminatória
| Equipa 1      | Total    | Equipa 2        | 1.ª Mão | 2.ª Mão |
| ------------- | -------- | --------------- | ------- | ------- |
| HC Monza      | 10-10 gf | Belenenses      | 7-1     | 3-9     |
| EHRC Marathon | 5-10     | Liceo da Coruña | 4-4     | 1-6     |
| HCF Tourcoing | 7-8      | ASTA Nantes     | 2-1     | 5-7     |
| Reggiana HC   | 11-15    | Reus Deportiu   | 7-6     | 4-9     |

#### Esquema
|  | Quartos-de-final | Quartos-de-final | Quartos-de-final | Quartos-de-final |             |                 | Meias-finais | Meias-finais | Meias-finais |  |                 | Final | Final | Final |
|  |                  |                  |                  |                  |             |                 |              |              |              |  |                 |       |       |       |
|  | 1                | Liceo da Coruña  | 9                | 9                |             |                 |              |              |              |  |                 |       |       |       |
|  | 8                | Ober-Ramstadt    | 4                | 3                |             |                 |              |              |              |  |                 |       |       |       |
|  | 8                | Ober-Ramstadt    | 4                | 3                |             | Liceo da Coruña | 9            | 5            |              |  |                 |       |       |       |
|  |                  |                  |                  |                  |             | Liceo da Coruña | 9            | 5            |              |  |                 |       |       |       |
|  |                  | Reus Deportiu    | 0                | 2                |             |                 |              |              |              |  |                 |       |       |       |
|  | 4                | Reus Deportiu    | 0                | 2                | GD Sesimbra | 4               | 2            |              |              |  |                 |       |       |       |
|  | 4                |                  |                  |                  | GD Sesimbra | 4               | 2            |              |              |  |                 |       |       |       |
|  | 5                | Reus Deportiu    | 4                | 10               |             |                 |              |              |              |  |                 |       |       |       |
|  | 5                | Reus Deportiu    | 4                | 10               |             |                 |              |              |              |  | Liceo da Coruña | 12    | 8     |       |
|  |                  |                  |                  |                  |             |                 |              |              |              |  | Liceo da Coruña | 12    | 8     |       |
|  |                  | HC Monza         | 4                | 6                |             |                 |              |              |              |  |                 |       |       |       |
|  | 3                | HC Monza         | 4                | 6                | ASTA Nantes | 0               | 5            |              |              |  |                 |       |       |       |
|  | 3                |                  |                  |                  | ASTA Nantes | 0               | 5            |              |              |  |                 |       |       |       |
|  | 6                | AD Valongo       | 7                | 7                |             |                 |              |              |              |  |                 |       |       |       |
|  | 6                | AD Valongo       | 7                | 7                |             | AD Valongo      | 3            | 3            |              |  |                 |       |       |       |
|  |                  |                  |                  |                  |             | AD Valongo      | 3            | 3            |              |  |                 |       |       |       |
|  |                  | HC Monza         | 5                | 6                |             |                 |              |              |              |  |                 |       |       |       |
|  | 2                | HC Monza         | 5                | 6                | HC Monza    | 11              | 6            |              |              |  |                 |       |       |       |
|  | 2                |                  |                  |                  | HC Monza    | 11              | 6            |              |              |  |                 |       |       |       |
|  | 7                | SC Thunerstern   | 3                | 1                |             |                 |              |              |              |  |                 |       |       |       |
|  | 7                | SC Thunerstern   | 3                | 1                |             |                 |              |              |              |  |                 |       |       |       |

### Quartos-de-final
| Equipa 1        | Total | Equipa 2               | 1.ª Mão | 2.ª Mão |
| --------------- | ----- | ---------------------- | ------- | ------- |
| Liceo da Coruña | 18-7  | TGS 1900 Ober-Ramstadt | 9-4     | 9-3     |
| GD Sesimbra     | 6-14  | Reus Deportiu          | 4-4     | 2-10    |
| ASTA Nantes     | 5-14  | AD Valongo             | 0-7     | 5-7     |
| HC Monza        | 17-4  | SC Thunerstern         | 11-3    | 6-1     |

### Meias-finais
| Equipa 1        | Total | Equipa 2      | 1.ª Mão | 2.ª Mão |
| --------------- | ----- | ------------- | ------- | ------- |
| Liceo da Coruña | 14-2  | Reus Deportiu | 9-0     | 5-2     |
| AD Valongo      | 6-11  | HC Monza      | 3-5     | 3-6     |

### Final
| Equipa 1        | Total | Equipa 2 | 1.ª Mão | 2.ª Mão |
| --------------- | ----- | -------- | ------- | ------- |
| Liceo da Coruña | 20-10 | HC Monza | 12-4    | 8-6     |

| Vencedor da Taça CERS - 1981/82 |
| ------------------------------- |
|                                 |
| Liceo da Coruña (1.º título)    |